# Saint-Estève
Saint-Estève là một xã trong tỉnh Pyrénées-Orientales, vùng Occitanie phía nam nước Pháp. Xã Saint-Estève nằm ở khu vực có độ cao trung bình 33 mét trên mực nước biển.